# 勒沃派特里
勒沃派特里，是匈牙利索博尔奇-索特马尔-贝拉格州所辖的一个村。总面积9.26平方公里，总人口459，人口密度49.6人/平方公里（2011年1月1日）。